# Manfred Schellscheidt
Manfred Schellscheidt (Söllingen, 7 gennaio 1941) è un allenatore di calcio ed ex calciatore tedesco naturalizzato statunitense, di ruolo centrocampista.

## Caratteristiche tecniche
Di ruolo centrocampista, era noto per l'ottima visione di gioco e l'abilità nel passaggio.

## Carriera
In patria giocò nell'Union Solingen.
Emigrato negli Stati Uniti d'America nel 1964, fu ingaggiato dall'Elizabeth S.C., che gli procurò un lavoro e un appartamento e con cui vinse due edizioni della National Challenge Cup, nel 1970 e 1972.
Con l'Elizabeth giocò nella CONCACAF Champions' Cup 1971, venendo eliminato con la sua squadra al primo turno dai messicani del Cruz Azul.
Nel 1973 viene ingaggiato dalla neonata franchigia statunitense dei Philadelphia Atoms, con cui si aggiudica la North American Soccer League 1973, battendo in finale, che giocò subentrando a Charles Duccilli, per 2-0 i Dallas Tornado. fIn quel campionato fu anche assistente dell'allenatore Al Miller.
Dal 1974 al 1976 è l'allenatore della franchigia dell'American Soccer League R.I. Oceaneers, giocandovi anche nella prima stagione, con cui vince l'edizione 1974.
Dal 1975 al 1976 fu anche allenatore-giocatore degli Hartford Bicentennials, franchigia della NASL, venendo sollevato dall'incarico nella stagione 1976 senza aver ottenuto risultati di rilievo.
Nel 1975 guidò per tre incontri la nazionale statunitense.
Dal 1977 al 1978 fu allenatore dei N.J. Americans, franchigia della ASL, giocandovi anche nella prima stagione, e con cui vince l'edizione 1977.
Dal 1988 al 2011 allena la rappresentativa calcistica della Seton Hall University, istituto dal quale sarà inserito nel proprio famedio sportivo nel 2008.
Nel 1990 è stato inserito nella National Soccer Hall of Fame.

## Palmarès

### Giocatore
- National Challenge Cup: 2

Elizabeth: 1970, 1972
- North American Soccer League: 1

Philadelphia Atoms: 1973

### Allenatore
- American Soccer League: 2

Rhode Island Oceaneers: 1974
New Jersey Americans: 1977